# Пуксинка
Пукси́нка — посёлок в Гаринском городском округе Свердловской области России. 

## Географическое положение
Посёлок Пукси́нка муниципального образования «Гаринский городской округ» расположено на левом берегу реки Тавды, в устье правого притока реки Пуксинка, к северо-востоку от посёлка Гари в 46 километрах и около 60 км по автодороге (действует только зимой).

## История
Посёлок возник в 1950-х годах в связи с возникновением исправительно-трудовой колонии. Население посёлка всегда состояло из сотрудников колонии и членов их семей. Осуждённые в колонии занимались добычей леса, который сплавлялся вниз по реке Тавде. Лес подвозился в Пуксинку по узкоколейной железной дороге длиной больше 100 километров. В советское время – начальная станция узкоколейной ж.д. Пуксинка – Рынта (в посёлках Киня и Рынта на линии узкоколейной железной дороги также находились исправительные колонии). 
На территории колонии в 2004 году был построен храм во имя Иоанна Златоуста. 

## Транспорт
На протяжении 8-9 месяцев в году Пуксинка не имеет наземного сообщения с внешним миром. Сообщение вертолётом Сосьва — Гари — Пуксинка было отменено в связи с закрытием Сосьвинского аэропорта. В посёлке имеется аэродром местной авиации. В период навигации существует сообщение водным транспортом. Когда замерзают реки и болота, в Пуксинку прокладывается зимняя автодорога (зимник) из Гарей.

## Экономика
В черте посёлка до 2015 года находилась исправительная колония Федеральной службы исполнения наказаний (Учреждение АБ-239/5 ГУИН), осуждённые которой трудились преимущественно на лесозаготовке и лесопереработке. Лес заготавливался вблизи посёлка и привозился автомобилями. Использовавшаяся для вывоза леса узкоколейная железная дорога была разобрана в 2013 году. На окраине посёлка стоят два старых паровоза.

## Население
| 2002 | 2010  | 2021 |
| ---- | ----- | ---- |
| 2707 | ↘1185 | ↘36  |

По состоянию на 2009 год основную часть жителей составляли сотрудники и обитатели исправительной колонии. Население 110 человек (2017).